# グリシジン酸
グリシジン酸（英語: glycidic acid）は、エポキシドとカルボン酸の両方を含む有機化合物である。

## 合成
グリシドールの酸化、または、アクリル酸のエポキシ化で合成できる。